# Гобетти, Пьеро
Пьеро Гобетти (итал. Piero Gobetti; 19 июня 1901, Турин — 15 февраля 1926, Париж) — итальянский литературный критик, публицист, историк, журналист, либеральный политик.

## Биография
Будучи студентом юридического факультета Туринского университета, в 1918 году основал собственный журнал Energie Nove, где продвигал идеи радикального культурного и политического обновления, поддерживал требования реформ Гаэтано Сальвемини. В 1919 и 1920 годах был театральным и литературным критиком в еженедельнике «Ордине нуово» (итал. L'Ordine Nuovo), который издавался в Турине под руководством Антонио Грамши.
Благодаря тесному общению с туринским пролетариатом и лично с Грамши приблизился к марксистскому пониманию исторической роли рабочего класса, что подкрепялось «Красным двухлетием» в Италии и революционными событиями в России. В своей наиболее крупной исторической работе «Либеральная революция» (1924) остро критиковал правящие классы Италии и отводил пролетариату особое место в осуществлении задачи экономического и политического обновления страны.
Сторонник «либеральной революции» предполагавший синтез немарксистского социализма и крочеанского либерализма на базе гражданских свобод и социальной справедливости, требовавшей радикальных изменений в социально-экономической структуре Италии.
В феврале 1922 г. основал еженедельник «Риволюционе либерале» (итал. Rivoluzione Liberale — «Либеральная революция»), в котором сотрудничали многие прогрессивные общественные и политические деятели Италии.
В то время как консервативные либералы надеялись временно использовать популярность Муссолини, Гобетти решительно выступал против фашизма. Его жена Ада Гобетти станет одной из лидеров итальянского антифашистского Движения сопротивления. Гобетти также подвергался фашистским преследованиям, его журнал о европейской культуре Il Baretti был закрыт, а сам он пострадал от нападения головорезов-чернорубашечников; от последствий этого зверского избиения фашистами он и умер.
Гобетти стал символом либерального антифашизма, вдохновляя таких интеллектуалов либерального социализма, как Карло Леви и Норберто Боббио. В 1960 году в Турине был основан научный центр имени Гобетти для изучения истории антифашистского движения, печатный орган — журнал «Чентро студи Пьеро Гобетти» (итал. Centro studi Piero Gobett).

## Избраные публикации
- La filosofia politica di Vittorio Alfieri, Torino, 1923;
- La rivoluzione liberale, Bologna, 1924;
- Risorgimento senza eroi, Torino, 1926.